# Sudeten-Duitse Partij

Embleem van de partij

De Sudeten-Duitse Partij (Duits: Sudetendeutsche Partei, afkorting SdP) was tussen 1933 en 1945 een politieke partij in Tsjecho-Slowakije. Tussen haar oprichting op 1 oktober 1933 en 19 april 1935 was de naam van de partij Sudetendeutsche Heimatfront (SHF), maar onder druk van de regering in Praag werd deze naam gewijzigd.
De Sudeten-Duitsers stemden in de jaren 20 van de 20e eeuw op partijen die samenwerkten met andere democratische partijen in de nieuwe Tsjecho-Slowaakse republiek. Zij deden dat via de Duitse Sociaaldemocratische Partij (met ca. 45% van de Sudeten-Duitse stemmen) en twee conservatieve partijen met elk ca. 15% van de Sudeten-Duitse stemmen: de 'Christlichsoziale Partei' en de 'Partei der Landwirte' (Boerenpartij). Twee kleine nationalistische partijen wilden geen deel nemen aan het democratisch proces in de republiek: de conservatieve Deutsche Nationalpartei Böhmens (Duitse Nationale Partij van Bohemen) en de radicaal nationalistische Deutsche Nationalsozialistische Arbeiterpartei (Duitse Nationaalsocialistische Arbeiderspartij). Deze twee partijen bleven marginaal tot de economische crisis van 1929 waarin 20% van de Sudeten-Duitsers werkloos werd (tegenover het landelijk gemiddelde van 10%) en grote onvrede ontstond die zich politiek in radicalisme ging vertalen. De opkomst van het nationaalsocialisme in Duitsland diende daarbij als motiverend voorbeeld. Beide partijen besloten samen het 'Sudetendeutsche Heimatfront', opgericht door Konrad Henlein, te gaan vormen, dat na een dreigend verbod door de regering in Praag in 1933 de naam aannam van Sudetendeutsche Partei (SdP). Deze verenigde nationalistische partij groeide van 9.500 in 1933 tot 385.000 leden in 1935, en bij de verkiezingen in dat jaar wist zij 62% van alle Sudeten-Duitse stemmen op haar lijst te verenigen en daarmee de bepalende politieke factor in Sudetenland te worden. Inmiddels was een interne strijd uitgebroken tussen de radicale nationaalsocialisten, die zich vanuit Duitsland lieten regisseren, en de traditionele nationalisten. De laatsten verloren die strijd en de partij werd steeds meer een instrument in handen van de Duitse buitenlandse annexatiepolitiek door het stellen van steeds radicalere autonomie-eisen aan de regering in Praag waarmee uiteindelijk een internationale crisis geprovoceerd werd.
Na de annexatie van Sudetenland door het Duitse Rijk in het Verdrag van München, werd de SdP in oktober 1938 opgeheven en opgenomen in de NSDAP.
Na de annexatie werd het Sudetenland bestuurlijk gelijkgeschakeld in het Duitse Rijk als de 'Reichsgau Sudetenland'. Het zuidelijk deel werd bij de 'Reichsgau Niederösterreich' gevoegd.